# Mary Njoroge
Mary Wanjiru Njoroge (* 4. Januar 1985) ist eine kenianische Fußballschiedsrichterassistentin.
Seit 2008 steht sie auf der Liste der FIFA-Schiedsrichter und leitet internationale Fußballspiele.
Njoroge war Schiedsrichterassistentin bei der U-20-Weltmeisterschaft 2018 in Frankreich, beim Algarve-Cup 2019, bei der Weltmeisterschaft 2019 in Frankreich und beim olympischen Fußballturnier 2020 in Tokio (als Assistentin von Salima Mukansanga). Zudem wurde Njoroge für die Weltmeisterschaft 2023 in Australien und Neuseeland nominiert.